# ناسادیا سوکتا

"چه‌کسی واقعاً می‌داند؟
چه‌کسی آن را جار خواهد زد؟
از چه روی ایجاد شد؟ دلیل این آفرینش چیست؟
خدایانی که پس از آن آمدند، با آفرینش این جهان.
پس چه کسی می‌داند از چه روی برخاسته‌است؟"

ریگ‌ودا, ۱۰:۱۲۹-۶ 

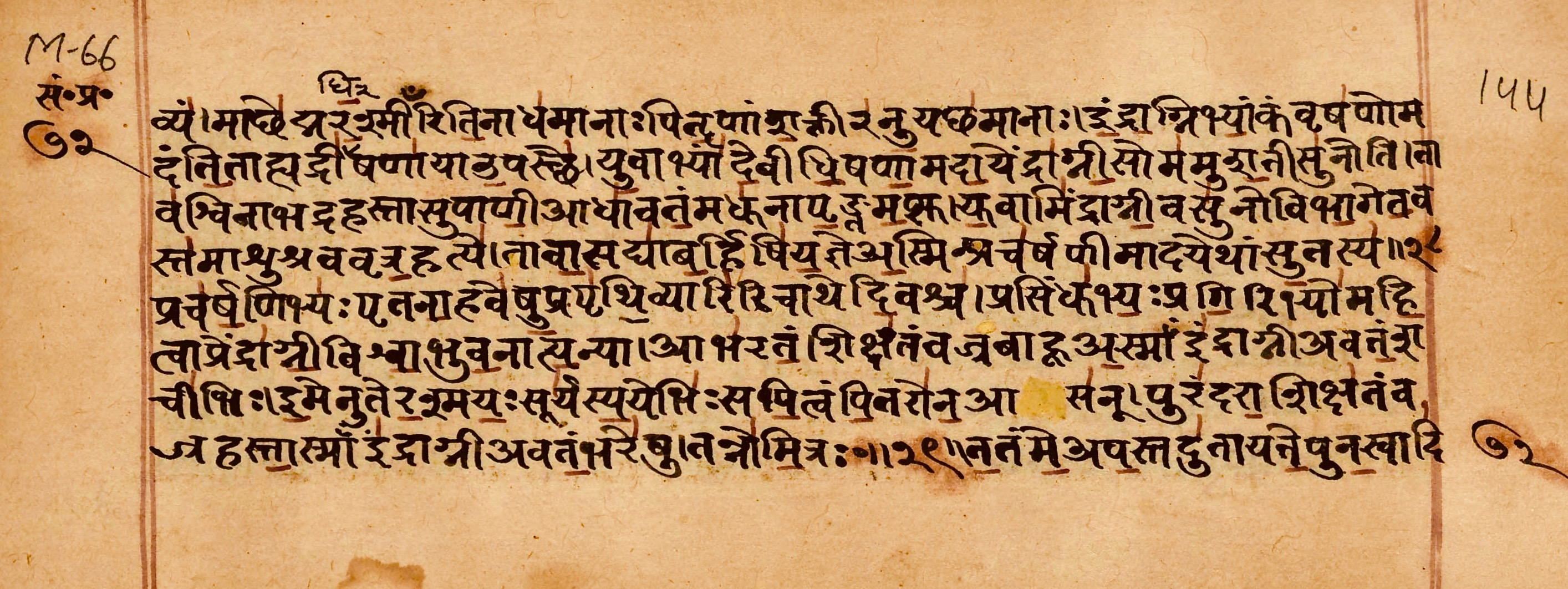
1500-1200 قبل از میلاد، نمونه صفحه نسخه خطی ریگودا v، سانسکریت، دواناگری

ناسادیا سوکتا که با نام سرود آفرینش نیز شناخته می‌شود، ۱۲۹امین سرود از ماندالای دهم ریگ‌ودا است(۱۰:۱۲۹). موضوع آن مرتبط با کیهان‌شناسی و سرآغاز جهان است.